# Isodemis
Isodemis es un género de polillas de la familia Tortricidae.

## Especies
- Isodemis brevicera Razowski, 2009
- Isodemis guangxiensis Sun & Li, 2011
- Isodemis hainanensis Sun & Li, 2011
- Isodemis illiberalis (Meyrick, 1918)
- Isodemis longicera Razowski, 2009
- Isodemis ngoclinha Razowski, 2009
- Isodemis phloiosignum Razowski, 2013
- Isodemis proxima Razowski, 2000
- Isodemis quadrata Sun & Li, 2011
- Isodemis serpentinana (Walker, 1863)
- Isodemis solea Razowski, 2013
- Isodemis stenotera Diakonoff, 1983